# Guido Boni
Guido Boni (Vicchio, 7 februari 1882 - Vicchio, 15 december 1956) was een Italiaans turner.
Boni won in 1912 met het Italiaanse team de gouden medaille in de teamwedstrijd turnen.

## Olympische Zomerspelen
| Jaar | Plaats    | Resultaten         |
| ---- | --------- | ------------------ |
| 1912 | Stockholm | 4e meerkamp · team |